# Welcome to Sunny Florida

Welcome to Sunny Florida est un album de Tori Amos, sorti en 2004, contenant un CD et un DVD.

## À propos de l'album
Le DVD présente un concert live extrait de la tournée « On Scarlet's Walk » (« Sur les traces de Scarlet » en français) de 2003.
Le CD, quant à lui, rassemble des faces-B disponibles uniquement sur Internet jusque-là, ainsi que de nouveaux titres, le tout présenté sous le titre de « Scarlet's Hidden Treasures » (« Les trésors cachés de Scarlet » en français).
Cet album fut un succès commercial : le DVD atteignit la 1re place dans les charts DVD au Royaume-Uni et la 2e aux États-Unis.

## Titres
1. A Sorta Fairytale
2. Sugar
3. Crucify
4. Interlude 1
5. Cornflake Girl
6. Bells for Her
7. Concertina
8. Interlude 2
9. Take to the Sky
10. Leather
11. Cloud on my Tongue
12. Cooling
13. Interlude 3
14. Your Cloud
15. Father Lucifer
16. Professional Widow
17. I can't see New York
18. Precious things